# Lettre ouverte
Lettre ouverte is een komische film uit 1953 van Alex Joffé. In België is de film uitgekomen onder de naam Jaloux comme un tigre.

## Verhaal
Martial maakt het leven van zijn vrouw Colette onmogelijk met zijn jaloezie. Om zijn vertrouwen op de proef te stellen schrijft ze een brief naar een jeugdvriend die ze weigert aan hem te laten lezen. Zijn jaloezie drijft hem tot het uiterste en na een mislukte poging om de postbode om te kopen tracht hij er alles aan te doen in het bezit van de brief te komen.

## Rolverdeling
| Acteur             | Personage       |
| ------------------ | --------------- |
| Robert Lamoureux   | Martial Simonet |
| Geneviève Page     | Colette Simonet |
| Jean-Marc Thibault | Gaston          |
| Pierre Dux         | mijnheer Lesage |
| Mary Marquet       | Laurence        |
| Solange Certain    | Henriette       |
| Paul Bonifas       | Honoré          |
| Rosy Varte         | mevrouw Pépin   |
| Jacques Hilling    | mijnheer Pépin  |
| Sophie Mallet      | Hortense        |
| Germaine de France | mevrouw Gallot  |